# Ben-Zion Dinur
Pour les articles homonymes, voir Dinur.
Ben-Zion Dinur (hébreu : בן ציון דינור, né Ben-Zion Dinaburg le 2 janvier 1884 et mort le 8 juillet 1973, est un militant sioniste, enseignant, historien et homme politique israélien.

## Biographie
Ben-Zion Dinaburg est né en 1884 à Khorol dans l'Empire russe (actuellement en Ukraine). Il reçut son éducation dans des yeshivot lituaniennes. Il étudia auprès de Shimon Shkop à la yeshiva de Telshe et s'intéressa à la Haskala par le biais de débats menés par le rosh yeshiva Eliezer Gordon. En 1898, il entra à la yeshiva de Slabodka et, en 1900, il alla à Vilnius et y fut confirmé comme rabbin. Il se rendit ensuite à Lyubavichi afin d'observer la branche dite Habad-Loubavitch du judaïsme hassidique. Entre 1902 et 1911, il s'engagea dans l'activisme et l'enseignement sionistes, ce qui lui valut une brève arrestation. En 1910, il épousa Bilhah Feingold, une enseignante qui avait travaillé avec lui dans un lycée technique féminin à Poltava. En 1911, il quitta sa femme et son fils pour une durée de deux ans afin d'étudier à l'Université de Berlin[Laquelle ?] sous la direction de Semen Ivanovich Rostovzev et d'Eugen Taubler. Il passa deux années supplémentaires à l'Université de Berne, où il commença un mémoire sous la direction de S. Rostovzev sur les Juifs en Terre d'Israël sous l'Empire romain. Le déclenchement de la Première Guerre mondiale le força à se rendre à l'Université de Pétrograd. Cependant, en raison de la révolution d'Octobre, il ne reçut pas son doctorat. Il fut conférencier à l'Université d'Odessa de 1920 à 1921.
En 1921, il immigra en Palestine et servit de 1923 à 1948 comme enseignant puis comme directeur de l'École de formation des enseignants juifs à Jérusalem. En 1936, il fut nommé conférencier en histoire moderne juive à l'Université hébraïque de Jérusalem et y devient professeur en 1948 puis professeur émérite en 1952. En tant qu'historien, il décrivit le sionisme dans la diaspora comme une « importante rivière dans laquelle s'écoulent tous les petits ruisseaux et affluents du combat juif à travers les siècles » et fit remonter son origine à 1700, lorsque la première vague de Juifs polonais émigrèrent vers Jérusalem,. Il croyait que le « ferment messianique » jouait un rôle crucial dans l'histoire juive et introduisit l'idée de mered hagalut (« Révolte de la Diaspora »).
Il fut élu à la première Knesset sur la liste du Mapaï et fut ministre de l'Éducation et de la Culture d'Israël dans les troisième et sixième gouvernements du pays (de 1952 à 1955), et fut porteur de la loi d'état sur l'éducation de 1953, qui mit fin au système éducatif de « tendance festive ». Il fut à partir de 1953 et jusqu'à 1959 président du mémorial de Yad Vashem.
Il mourut en 1973.

## Distinctions et récompenses
Ben-Zion Dinur fur membre de l'Académie israélienne des sciences et lettres.
Il fut deux fois lauréat du prix Israël, créé à son initiative lorsqu'il était ministre de l'Éducation et de la Culture : en 1958 pour les études juives et en 1973 pour l'éducation,. Il fut également lauréat du prix Yakir Yeroushalayim en 1967, année de la création du prix.

## Œuvre
- (he) Amants de Sion (1932-1934).
- (he) Notre maître Moshé ben Maïmon : sa vie, ses écrits, ses activités et ses vues (1935).
- (he) Simon Dubnow : pour son 75e anniversaire (1936).
- (he) Israël en sa Terre : des premiers jours d'Israël à l'Exil à Babylone : sources et documents (1938).
- (he) Les Éclaireurs : figures prééminentes dans la triste histoire du retour à Sion et du renouveau d'Israël (1946).
- (he) Le changement des générations : recherches et études sur l'histoire d'Israël à partir du début des Temps modernes (1955).
- (he) En mémoire de Ahad Ha'Am (1957).
- (he) Valeurs et méthodes : problèmes d'éducation (1958).
- (he) Un monde disparu : mémoires d'une manière de vivre (biographie) (1958).
- (he) Se souvenir : l'Holocauste, ses questions et ses leçons (1958).
- (he) Israël en exil 2de édition (augmentée) en cinq volumes (1958).
- (he) Jours de guerre et Révolution : mémoire d'une manière de vivre (1961).
- (he) Ma génération : caractéristiques et traits des érudits et éducateurs, personnalités publiques et gardiens de la porte (1964).
- (he) Benjamin Zeev Herzl : l'Homme, sa voie et sa personne, sa vision et ses actes (1968).
- (he) La lutte des générations d'Israël pour sa Terre : de la destruction du Betar à la renaissance d'Israël (1975).
- (he) Générations de la Bible : recherche et études pour comprendre la Bible et l'histoire d'Israël en cette période (1977).
- (he) Générations et impressions : recherche et études en historiographie d'Israël, ses problèmes et son histoire (1978).